# Legia Bydgoszcz
KS Legia Bydgoszcz – bydgoski klub sportowy założony w 1929 roku. Rozwiązany w 1933 roku.

## Historia
Klub założono w sierpniu 1929 roku przy Towarzystwie Powstańców i Wojaków na Jachcicach. Swój pierwszy mecz KS Legia rozegrała w sierpniu z Spartą Bydgoszcz, remisując 4:4. Piłkarze tego klubu w latach 1930-1933 grali w klasie C Pomorskiego Związku Okręgowego Piłki Nożnej. Po sezonie 1933 KS Legię rozwiązano, a piłkarze przystąpili do gniazda Sokoła na Jachcicach, tworząc Oddział Piłki Nożnej Sokół II Bydgoszcz.